# Hordle
Hordle – wieś w Anglii, w hrabstwie Hampshire, w dystrykcie New Forest. Leży 38 km na południowy zachód od miasta Winchester i 134 km na południowy zachód od Londynu.